# ديفيد فاي
ديفيد فاي (بالإنجليزية: David Fay)‏ هو قاضي ومحامي أمريكي، ولد في 13 ديسمبر 1761، وتوفي في 5 يونيو 1827.